# Zulia (fiume)
Lo Zulia (spagnolo: Río Zulia) è un fiume che scorre in Colombia e Venezuela.
Lo Zulia si forma dalla confluenza di vari piccoli fiumi che originano dai laghi presenti nella regione montuosa di Cachiri, nella Cordillera Oriental, a circa 4.220 metri sopra il livello del mare, nel Dipartimento di Santander. Il fiume scorre in direzione sud-nord, attraversando il municipio di Cucuta, per gettarsi infine nel lago di Maracaibo, nello Stato venezuelano di Zulia.
In territorio colombiano, questo fiume è navigabile per circa 70 km, partendo dal vecchio porto di Los Canchos. Il fiume scorre per 260 km attraverso il Venezuela, e gli ultimi 80 chilometri sono caratterizzati da acque profonde e calme, navigabili da imbarcazioni di grandi dimensioni.
I suoi principali affluenti sono il fiume Cucutilla, Arboleda, Salazar e Peralonso, da sinistra, la Pamplonita da destra.